# Sykkylven
Sykkylven è un comune norvegese della contea di Møre og Romsdal.